# Fußball-Weltmeisterschaft 2022/Qualifikation (OFC)

Kontinentalverband OFC

Neun Verbände der Ozeanischen Fußball-Konföderation (OFC) hatten für die Qualifikation zur Fußball-Weltmeisterschaft 2022 um das Startrecht in der interkontinentalen Entscheidungsbegegnung gegen den Vertreter eines anderen Kontinentalverbandes gemeldet. Die Auslosung ergab eine Partie gegen einen Vertreter des nord- und mittelamerikanischen Verbandes (CONCACAF). Samoa und Amerikanisch-Samoa meldeten ihre Mannschaften wegen der Reisebeschränkungen durch die COVID-19-Pandemie nicht. Tonga zog sein Team nach der Auslosung aufgrund des Vulkanausbruchs des Hunga Tonga-Hunga Haʻapai im Januar 2022 zurück. Vanuatu und die Cookinseln zogen ihre Teams während des Turniers wegen zu vieler COVID-19-Fälle zurück.
Wegen der COVID-19-Pandemie wurde das Turnier mehrmals verschoben und fand vom 17. bis 30. März 2022 in Katar – dem Gastgeberstaat der Weltmeisterschaft – statt.

## Modus
Die Qualifikation lief über drei Runden. In der ersten Runde spielten die zwei schlecht platziertesten Mannschaften der FIFA-Rangliste um einen Startplatz der Runde zwei. In dieser wurden die acht Mannschaften auf zwei Gruppen aufgeteilt, in der im einfachen Jeder-gegen-jeden-Turnier die beiden besten Teams jeder Gruppe ermittelt wurden. Diese spielten dann im Halbfinale und Finale den Starter an den interkontinentalen Playoffs aus.

## Reglement der FIFA
In den Gruppenspielen wurden drei Punkte für einen Sieg vergeben und je einer für ein Unentschieden. Es entschieden folgende Kriterien:
1. höhere Anzahl Punkte
2. bessere Tordifferenz
3. höhere Anzahl erzielter Tore
4. höhere Anzahl Punkte aus den Direktbegegnungen zwischen den punkt- und torgleichen Mannschaften
5. bessere Tordifferenz aus den Direktbegegnungen zwischen den punkt- und torgleichen Mannschaften
6. höhere Anzahl Tore aus den Direktbegegnungen zwischen den punkt- und torgleichen Mannschaften
7. höhere Anzahl Auswärtstore aus den Direktbegegnungen zwischen den punkt- und torgleichen Mannschaften, wenn nur zwei Mannschaften betroffen sind. (Nur in der dritten Runde)

Hätten zwei oder mehr Mannschaften gemäß diesen Kriterien gleich abgeschnitten, hätte ein oder mehrere Entscheidungsspiele angesetzt werden können.

## Erste Runde
Die zwei leistungsschwächsten Mitglieder der OFC (gemäß der Weltrangliste) sollten am 13. März 2022 im Grand-Hamad-Stadion in Doha gegeneinander spielen.
|       | Ergebnis |            |
| ----- | -------- | ---------- |
| Tonga | w/o 1    | Cookinseln |

## Zweite Runde
Die Spiele der zweiten Runde fanden vom 17. bis zum 24. März 2022 im Grand-Hamad-Stadion und im Qatar SC Stadium in Doha statt. Die beiden bestplatzierten Mannschaften jeder Gruppe qualifizierten sich für das Halbfinale. Die Auslosung fand über zwei Lostöpfe mit je vier Kugeln statt, die nach FIFA-Weltranglistenplatz sortiert wurden. Neuseeland und die Salomonen bildeten durch andersfarbige Kugeln in Lostopf 1 die Gruppenköpfe.

### Lostopfeinteilung
| Lostopf 1           | Lostopf 2             |
| ------------------- | --------------------- |
| Neuseeland (110)    | Fidschi (161)         |
| Salomonen (141)     | Vanuatu (163)         |
| Neukaledonien (153) | Papua-Neuguinea (164) |
| Tahiti (159)        | Cookinseln (-)        |

### Gruppe A
Tabelle
| Pl. | Mannschaft   | Sp. | S | U | N | Tore    | Diff. | Punkte |
| --- | ------------ | --- | - | - | - | ------- | ----- | ------ |
| 1.  | Salomonen 3  | 1   | 1 | 0 | 0 | 003:100 | +2    | 03     |
| 2.  | Tahiti       | 1   | 0 | 0 | 1 | 001:300 | −2    | 0      |
| 3.  | Cookinseln 3 | 0   | 0 | 0 | 0 | 000:000 | ±0    | 0      |
| 4.  | Vanuatu 1    | 0   | 0 | 0 | 0 | 000:000 | ±0    | 0      |

Spiele
| 17. März 2022 | Grand-Hamad-Stadion, Doha | Cookinseln | – | Salomonen | 0:2 (0:2) 3  |
| 20. März 2022 | Grand-Hamad-Stadion, Doha | Cookinseln | – | Tahiti    | gestrichen 2 |
| 24. März 2022 | Grand-Hamad-Stadion, Doha | Salomonen  | – | Tahiti    | 3:1 (1:1) 3  |

Anmerkung

### Gruppe B
Tabelle
| Pl. | Mannschaft      | Sp. | S | U | N | Tore    | Diff. | Punkte |
| --- | --------------- | --- | - | - | - | ------- | ----- | ------ |
| 1.  | Neuseeland      | 3   | 3 | 0 | 0 | 012:100 | +11   | 09     |
| 2.  | Papua-Neuguinea | 3   | 2 | 0 | 1 | 003:200 | +1    | 06     |
| 3.  | Fidschi         | 3   | 1 | 0 | 2 | 003:700 | −4    | 03     |
| 4.  | Neukaledonien   | 3   | 0 | 0 | 3 | 002:100 | −8    | 0      |

Spiele
| 18. März 2022 | Qatar SC Stadium, Doha | Papua-Neuguinea | – | Neuseeland    | 0:1 (0:0) |
| 18. März 2022 | Qatar SC Stadium, Doha | Neukaledonien   | – | Fidschi       | 1:2 (0:1) |
| 21. März 2022 | Qatar SC Stadium, Doha | Papua-Neuguinea | – | Neukaledonien | 1:0 (1:0) |

## Finalrunde
Die jeweils bestplatzierten Mannschaften beider Gruppen spielten im K.-o.-System um den Startplatz für die interkontinentalen Play-offs gegen den Vierten der CONCACAF-Qualifikation.

### Halbfinale
Die Halbfinalspiele fanden am 27. März im Grand-Hamad-Stadion in Doha statt. Die beiden Sieger qualifizierten sich für das Finale.
|            | Ergebnis  |                 |
| ---------- | --------- | --------------- |
| Salomonen  | 3:2 (1:1) | Papua-Neuguinea |
| Neuseeland | 1:0 (0:0) | Tahiti          |

### Finale
Das Spiel fand am 30. März im Qatar SC Stadium in Doha statt, in dem die beiden Sieger der Halbfinalspiele aufeinandertrafen. Neuseeland – der Gewinner des Finales der OFC-Qualifikation – qualifizierte sich für die interkontinentalen Play-offs gegen Costa Rica, den Vierten der CONCACAF-Qualifikation.
|           | Ergebnis  |            |
| --------- | --------- | ---------- |
| Salomonen | 0:5 (0:2) | Neuseeland |

## Beste Torschützen
Nachfolgend sind die besten Torschützen der Qualifikation gelistet. Bei gleicher Trefferanzahl sind die Spieler alphabetisch geordnet.
| Rang | Spieler             | Tore |
| ---- | ------------------- | ---- |
| 1    | Chris Wood          | 5    |
| 2    | Raphael Lea’i       | 4    |
| 3    | Bill Tuiloma        | 3    |
| 4    | Alex Greive         | 2    |
| 4    | Alwin Hou           | 2    |
| 4    | Ati Kepo            | 2    |
| 4    | Sairusi Nalaubu     | 2    |
| 4    | Tommy Semmy         | 2    |
| 9    | Joe Bell            | 1    |
| 9    | Liberato Cacace     | 1    |
| 9    | Andre de Jong       | 1    |
| 9    | Matthew Garbett     | 1    |
| 9    | Elijah Just         | 1    |
| 9    | Alwin Komolong      | 1    |
| 9    | Clayton Lewis       | 1    |
| 9    | Logan Rogerson      | 1    |
| 9    | Jean-Philippe Saïko | 1    |
| 9    | Alvin Tehau         | 1    |
| 9    | Ben Waine           | 1    |
| 9    | Tevita Waranaivalu  | 1    |
| 9    | Jordan Wetria       | 1    |

Zudem zwei Tore von Spielern der Salomonen gegen die Cookinseln, die aus der Wertung genommen wurden.